# Happy Christmas
Happy Christmas ist eine US-amerikanische Tragikomödie des Mumblecore-Genres von Joe Swanberg aus dem Jahr 2014. Die Hauptrollen spielen Anna Kendrick und Melanie Lynskey. Der Film hatte seine Premiere am 19. Januar 2014 beim Sundance Film Festival. In Deutschland wurde er am 20. November 2014 direkt auf DVD veröffentlicht.

## Handlung
Kelly und Jeff leben mit ihrem zweijährigen Sohn Jude ein ruhiges Leben in Chicago. Dies ändert sich, als Jeffs jüngere Schwester Jenny kurzfristig bei den beiden einzieht, nachdem sie sich von ihrem Freund getrennt hat. Bereits am ersten Abend benimmt sich Jenny daneben, als sie sich auf einer Party von Bekannten ihrer Freundin Carson so sehr betrinkt, dass Jeff sie dort abholen und nach Hause bringen muss. Jenny bekommt jedoch eine zweite Chance. Sie kümmert sich um Jude und hilft Kelly, die früher als Schriftstellerin gearbeitet hat, beim Schreiben eines neuen Buches. So stellt Jenny mit ihrer Anwesenheit das Leben der Familie auch im positiven Sinne auf den Kopf.
Jenny beginnt eine Affäre mit Judes Babysitter Kevin, der nebenher mit Drogen dealt. Nach einer Auseinandersetzung der beiden betrinkt sich Jenny und raucht Marihuana, dabei schläft sie auf dem Sofa ein und vergisst ihre Pizza im Ofen. Kelly und Jeff wachen durch den Alarm der Rauchmelder auf und können verhindern, dass ein Feuer ausbricht. Es kommt zum Streit und Jenny verlässt die Wohnung. Am nächsten Tag findet Kelly sie in Jeffs Büro. Sie nimmt sie wieder mit zurück nach Hause und sie feiern gemeinsam Weihnachten.

## Hintergrund
Happy Christmas ist nach Drinking Buddies (2013) die zweite Zusammenarbeit zwischen Anna Kendrick und Joe Swanberg. 2015 arbeiteten sie für Tim und Lee erneut zusammen.
Der gemeinsame Sohn von Kelly (Melanie Lynskey) und Jeff (Joe Swanberg) wird von Swanbergs Sohn Jude dargestellt.

## Auszeichnungen
Der Film wurde beim Sundance Film Festival 2014 für den Großen Preis der Jury für den besten Spielfilm nominiert. Anna Kendrick erhielt bei den Women Film Critics Circle Awards 2014 eine Nominierung als beste Schauspielerin in einer Komödie.